# ウェストファリア (小惑星)
ウェストファリア (930 Westphalia) は小惑星帯に位置する小惑星である。ハンブルクのベルゲドルフ天文台でウォルター・バーデによって発見された。
ドイツのヴェストファーレン地方に因んで命名された。